# Guioa diplopetala
Guioa diplopetala là một loài thực vật có hoa trong họ Bồ hòn. Loài này được (Hassk.) Radlk. mô tả khoa học đầu tiên năm 1879.